# Françoise Bemba
Pour les articles homonymes, voir Bemba.
Françoise Bemba, née au Congo-Kinshasa, est une femme politique de la république démocratique du Congo. Elle est sénatrice. C'est la fille de l'homme d'affaires congolais Jeannot Bemba Saolona et la sœur de l'homme politique congolais Jean-Pierre Bemba,,,,.